# Danny Lathouwers
Danny Lathouwers (Bilzen, 27 oktober 1968) is een Belgisch snookerspeler.

## Levensloop
In 1994 werd hij Europees kampioen in het Hongaarse Boedapest.
Hij speelde driemaal de finale van het Belgisch kampioenschap, dat hij in 1993 en 2008 won.
Lathouwers is van beroep bloemist en marktkramer.